# Brian Dennehy
Pour les articles homonymes, voir Dennehy.
Brian Dennehy est un acteur, producteur de cinéma, réalisateur et scénariste américain né le 9 juillet 1938 à Bridgeport (Connecticut) et mort le 15 avril 2020 à New Haven (Connecticut).
Acteur de théâtre confirmé, Brian Dennehy apparaît au cinéma dans des seconds rôles, souvent en y interprétant des personnages de méchants. Il est notamment connu du grand public pour avoir incarné le shérif Will Teasle dans le film Rambo (1982) de Ted Kotcheff, ainsi que Walter, l’un des extraterrestres du film Cocoon (1985) de Ron Howard. Il apparaît également dans diverses séries télévisées et téléfilms.

## Biographie

### Jeunesse et famille
Brian Dennehy est d'origine irlandaise. Il est le fils de Hannah Manion et d'Edward Dennehy, journaliste qui travaillait pour l'Associated Press.

### Carrière
Spécialiste des seconds rôles et jouant souvent les méchants, Brian Dennehy est notamment célèbre pour avoir interprété le rôle du shérif Will Teasle dans le film Rambo (1982) de Ted Kotcheff , où son personnage pourchasse John Rambo (incarné par Sylvester Stallone) ; il est aussi remarqué dans le rôle de Walter, l’un des extraterrestres du film Cocoon (1985) de Ron Howard.
On le remarque également dans les séries télévisées Dynastie, Dallas. Plus tard, il tient le rôle récurrent de Dom Wilkinson dans la série Blacklist.
De 1992 à 1997, il incarne à l'écran le sergent Jack Reed dans une série de quatre téléfilms.
En 1996, il joue aux côtés de Leonardo DiCaprio et Claire Danes dans le film Roméo + Juliette de Baz Luhrmann. En 2008, il est aux côtés de Robert De Niro et d’Al Pacino dans le film policier La Loi et l’Ordre de Jon Avnet.
Acteur de théâtre confirmé, il fait une brillante carrière sur les planches et les beaux soirs des scènes de Broadway en 1999, remportant deux Tony Awards, les principales récompenses théâtrales aux États-Unis.

### Vie privée

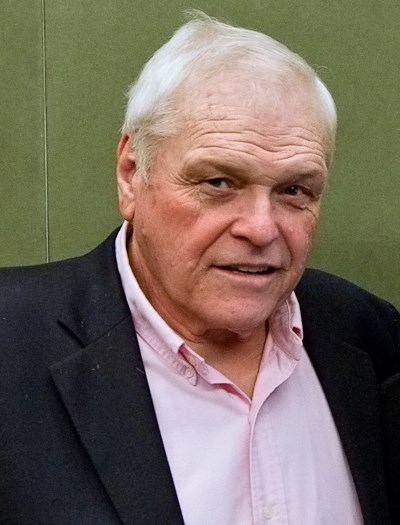
Brian Dennehy en 2009.

Brian Dennehy a été marié deux fois. Il eut trois filles de sa première union puis un garçon et une fille avec sa seconde femme, Jennifer Arnott, une Australienne qu'il épousa en 1988. L'actrice Elizabeth Dennehy est sa fille.

### Mort
Brian Dennehy meurt à l'âge de 81 ans le 15 avril 2020 à son domicile de New Haven dans le Connecticut, d'un arrêt cardiaque.
À sa mort, sa fille l'actrice Elizabeth Dennehy écrit sur Twitter : « Charismatique, d’une générosité sans limites, père et grand-père fier de son rôle et dévoué, il manquera à sa femme Jennifer, à sa famille et à ses nombreux amis. »
Son corps est crématisé, et ses cendres sont remises à la famille.

## Filmographie

### Acteur

#### Films

##### Années 1970
- 1977 : À la recherche de Mister Goodbar de Richard Brooks : le chirurgien
- 1977 : Les Faux-durs (Semi-Tough) de Michael Ritchie : T.J. Lambert
- 1978 : FIST de Norman Jewison : Frank Vasko
- 1978 : Drôle d'embrouille de Colin Higgins : Fergie
- 1979 : Les Joyeux Débuts de Butch Cassidy et le Kid de Richard Lester : O.C. Hanks
- 1979 : Elle de Blake Edwards : Donald

##### Années 1980
- 1980 : La Puce et le Grincheux de Walter Bernstein : Herbie
- 1982 : Rambo de Ted Kotcheff : le shérif Will Teasle
- 1982 : Split Image de Ted Kotcheff : Kevin Stetson
- 1983 : Un homme parmi les loups de Carroll Ballard : Rosie
- 1983 : Gorky Park de Michael Apted : William Kirwill
- 1984 : Cash-cash de Richard Lester : Frizzoli
- 1984 : The River Rat de Thomas Rickman : Doc Cole
- 1985 : Cocoon de Ron Howard : Walter
- 1985 : Silverado de Lawrence Kasdan : le shérif Cobb
- 1985 : Soleil d'automne de Bud Yorkin : Nick
- 1986 : F/X, effets de choc de Robert Mandel : Leo McCarthy
- 1986 : The Check Is in the Mail... de Joan Darling / Ted Kotcheff (non crédité)[3] : Richard Jackson
- 1986 : L'Affaire Chelsea Deardon d'Ivan Reitman : Cavanaugh
- 1987 : Le Ventre de l'architecte de Peter Greenaway : Stourley Kracklite
- 1987 : Pacte avec un tueur de John Flynn : Dennis Meechum
- 1988 : L'Indomptable (The Man from Snowy River II) de Geoff Burrowes[4] : Harrison
- 1988 : Rien à perdre de Gary Sinise : Frank Roberts Sr.
- 1988 : Cocoon, le retour de Daniel Petrie : Walter
- 1989 : Indio d'Antonio Margheriti : Whytaker
- 1989 : Georg Elser – Einer aus Deutschland de Klaus Maria Brandauer : Wagner

##### Années 1990
- 1990 : L'Enfer bleu (The Last of the Finest) de John Mackenzie : Frank Daly
- 1990 : Présumé innocent d'Alan J. Pakula : Raymond Horgan
- 1991 : F/X2, effets très spéciaux de Richard Franklin : Leo McCarthy
- 1992 : Gladiateurs de Rowdy Herrington : Jimmy Horn
- 1995 : Le Courage d'un con de Peter Segal : Thomas « Big Tom » Callahan
- 1995 : Les Aventuriers de l'or noir (The Stars Fell on Henrietta) de James Keach : Big Dave McDermot
- 1996 : Roméo + Juliette de Baz Luhrmann : Ted Montague
- 1999 : Out of the Cold d'Aleksandr Buravskiy[5] : David Bards
- 1999 : Silicon Towers de Serge Rodnunsky[6] : Tom Warner

##### Années 2000
- 2000 : Dish Dogs de Robert Kubilos (vidéo)[7] : Frost
- 2001 : Hot Summer de Michael Tollin : John Schiffner
- 2002 : Stolen Summer (en) de Pete Jones : le père Kelly
- 2004 : She Hate Me de Spike Lee : le directeur Billy Church
- 2005 : Assaut sur le central 13 de Jean-François Richet : Jasper
- 2006 : 10th and Wolf de Robert Moresco : Horvath
- 2006 : The Ultimate Gift de Michael O. Sajbel : Gus
- 2007 : Welcome to Paradise de Brent Huff[8] : Bobby Brown
- 2008 : La loi et l'ordre de Jon Avnet : le lieutenant Hingus

##### Années 2010 et 2020
- 2010 : Every Day (en) de Richard Levine : Ernie
- 2010 : Les Trois Prochains Jours de Paul Haggis : George Brennan
- 2015 : Knight of Cups de Terrence Malick : le père de Rick
- 2018 : The Seagull de Michael Mayer (en) : Sorin
- 2018 : Tag : Une règle, zéro limite de Jeff Tomsic : M. Cilliano
- 2018 : The Song of Sway Lake d'Ari Gold : Hal Sway
- 2019 : Driveways d'Andrew Ahn : Del
- 2019 : 3 Days With Dad de Larry Clark : Bob Mills
- 2020 : Un fils du sud de Barry Alexander Brown : le grand-père (post-production)

#### Téléfilms

##### Années 1970
- 1977 : Johnny, We Hardly Knew Ye (en) : Lambert, un docker
- 1977 : Les Fourmis (en) (It Happened at Lakewood Manor) : le capitaine des pompiers
- 1978 : Ruby and Oswald (en) : George Paulsen
- 1978 : L'Affaire Peter Reilly (en) (A Death in Canaan) : Barney Parsons
- 1978 : Le Justicier solitaire (en) (A Real American Hero) : Buford Pusser
- 1979 : The Kitty O'Neil Story : M. O'Neil
- 1979 : Comme un homme libre : le docteur D.
- 1979 : Dummy : Ragoti

##### Années 1980
- 1980 : The Seduction of Miss Leona : Bliss Dawson
- 1980 : Rumeurs de guerre (en) (A Rumor of War) : le sergent Ned Coleman
- 1981 : The Girls in Their Summer Dresses and Other Stories by Irwin Shaw : Grimmet (segment « The Monument’' »)
- 1981 : Fly Away Home : Tim
- 1981 : Skokie, le village de la colère : le chef de police Arthur Buchanan
- 1983 : I Take These Men : Phil Zakarian
- 1983 : Blood Feud : Edward Grady Partin
- 1984 : Pigs vs. Freaks : sergent Cheever
- 1984 : Rick Hunter : le docteur Bolin (pilote)
- 1986 : Acceptable Risks : Don Sheppard
- 1987 : The Lion of Africa : Sam Marsh
- 1988 : Das Rattennest : Paul Hobart
- 1989 : Day One : le général Leslie Groves
- 1989 : Témoin à tuer (en) (Perfect Witness) de Robert Mandel : James Falcon

##### Années 1990
- 1990 : Pride and Extreme Prejudice : Bruno Morenz
- 1990 : Le Cas Morrison (A Killing in a Small Town) : Ed Reivers
- 1990 : L'École de la vie : Gus Robinson
- 1991 : In Broad Daylight : Len Rowan
- 1992 : The Burden of Proof : Dixon Hartnell
- 1992 : Le Meurtrier de l'Illinois : John Wayne Gacy
- 1992 : The Diamond Fleece : le hors-la-loi
- 1992 : Jeux d'influence (en) : Jackie Presser
- 1992 : Deadly Matrimony : le sergent Jack Reed
- 1993 : Liaisons étrangères (Foreign Affairs) : Chuck Mumpson
- 1993 : Murder in the Heartland (en) : John McArthur
- 1993 : Le Prophète du mal (Prophet of Evil: The Ervil LeBaron Story) : Ervil LeBaron
- 1993 : Final Appeal : Perry Sundquist
- 1993 : Jack Reed: Badge of Honor : le sergent Jack Reed
- 1994 : Droit à l'absence (Leave of Absence) : Sam
- 1994 : Jack Reed à la recherche de la justice de Brian Dennehy : Jack Reed
- 1994 : Midnight Movie : James Boyce
- 1995 : Jack Reed: One of Our Own : le sergent Jack Reed
- 1995 : L'Affaire Angel Harwell : Charlie Sloan
- 1996 : Jack Reed: Un tueur parmi nous (Jack Reed: A Killer Among Us) : Jack Reed
- 1996 : A Season in Purgatory : Gerald Bradley
- 1996 : Abus d'influence : Paul Madriani
- 1997 : Jack Reed: Death and Vengeance : Jack Reed
- 1997 : Ce père inconnu (Indefensible: The Truth About Edward Brannigan) : Eddie Brannigan
- 1998 : Thanks of a Grateful Nation : le sénateur Donald Riegle
- 1998 : Voyage of Terror : le Président
- 1999 : Net Force de Robert Lieberman : Lowell Davidson
- 1999 : La Vie secrète d'une milliardaire : Louis Bromfield
- 1999 : Illégitime défense (Sirens) : le lieutenant Denby

##### Années 2000
- 2000 : Mort d'un commis voyageur (Death of a Salesman) : Willy Loman
- 2000 : Point limite : le Général Bogan
- 2001 : Warden of Red Rock : le shérif Selwyn Church
- 2001 : Three Blind Mice : Matthew Hope
- 2002 : Two Families
- 2002 : A Season on the Brink : Bobby Knight
- 2003 : The Crooked E: The Unshredded Truth About Enron : M. Blue
- 2003 : The Roman Spring of Mrs. Stone : Tom Stone
- 2003 : Behind the Camera: The Unauthorized Story of 'Three's Company' : Fred Silverman
- 2004 : Cyclone, catégorie 6 : Le choc des tempêtes : Andy Goodman
- 2005 : The Exonerated : Gary Gauger
- 2005 : Our Fathers : le père Dominic Spagnolia
- 2006 : Marco Polo : Kubilai Khan
- 2008 : Le Prix de la trahison : Harold

##### Années 2010
- 2013 : The Challenger Disaster : le président Rogers
- 2017 : Noël au pays des jouets (A Very Merry Toy Store): Joe Harggarty

#### Séries télévisées

##### Années 1970
- 1977 : Kojak : Peter Connor (saison 4, épisode 15)
- 1977 : Serpico : Jody (saison 1, épisode 12)
- 1977 : Lanigan's Rabbi : Burton Tree (saison 1, épisode 1)
- 1977 : MASH : Ernie Connors (saison 5, épisode 22)
- 1978 : Dallas : Luther Frick (saison 1, épisode 4)
- 1978 : Pearl (en) : le sergent Otto Chain (mini-série)
- 1979 : Big Shamus, Little Shamus (en) : Arnie Sutter (saison 1, épisodes 1-2)

##### Années 1980
- 1980 : Côte Ouest : James Cargill (saison 2, épisode 4)
- 1982 : Star of the Family : Leslie « Buddy » Krebs
- 1985 : The Last Place on Earth : Frederick Cook (feuilleton)
- 1985 : Tous les fleuves vont à la mer : Matthew Malone (télésuite, 4 épisodes)
- 1987 : Deux Flics à Miami : le révérend Billy Bob Proverb

##### Années 1990
- 1994 : Birdland : le docteur Brian McKenzie
- 1996 : Lonesome Dove : Les Jeunes Années : Randall Chevallie (feuilleton)
- 1997 : Nostromo : Joshua C. Holroyd (feuilleton)

##### Années 2000
- 2000 : Arrest & Trial : l’hôte
- 2001 : The Fighting Fitzgeralds : Fitzgerald
- 2005 : À la Maison-Blanche : le sénateur Framagen (saison 6, épisode 19)
- 2006 : Les 4400 : le père de Tom (saison 3, épisode 8)
- 2007 : New York, unité spéciale : Judson Tierney (saison 8, épisode 10)

##### Années 2010
- 2010 : Rizzoli and Isles saison 1, épisode 2
- 2010 : The Good Wife : Bucky Stabler (saison 4)
- 2015-2020 : Blacklist : Dom, le grand-père de Liz (rôle récurrent, saisons 3 à 7)

##### Années 2020
- 2020 : Penny Dreadful: City of Angels : Jerome Townsend, le père de Charlton

### Producteur
- 1995 : L'Affaire Angel Harwell (TV)
- 1997 : Ce père inconnu (Indefensible: The Truth About Edward Brannigan) (TV)
- 2000 : Mort d'un commis voyageur (Death of a Salesman) (TV)
- 2001 : Warden of Red Rock (TV)

### Réalisateur
- 1994 : Jack Reed: A Search for Justice (TV)
- 1995 : Jack Reed: One of Our Own (TV)
- 1995 : L'Affaire Angel Harwell (TV)
- 1996 : Jack Reed: Un tueur parmi nous (Jack Reed: A Killer Among Us) (TV)
- 1997 : Jack Reed: Death and Vengeance (TV)

### Scénariste
- 1994 : Jack Reed: A Search for Justice (TV)
- 1995 : Jack Reed: One of Our Own (TV)
- 1996 : Jack Reed: Un tueur parmi nous (Jack Reed: A Killer Among Us) (TV)
- 1997 : Jack Reed: Death and Vengeance (TV)

## Voix françaises
En France, l'acteur Marc De Georgi (décédé en 2003) était la voix française régulière de Brian Dennehy. Richard Leblond l'a ensuite doublé de manière récurrente à huit reprises, jusqu'à son propre décès en 2018. Depuis, Vincent Grass leur a succédé.
En France
| - Marc De Georgi (*1931 - 2003) dans : - Les Joyeux Débuts de Butch Cassidy et le Kid - Rambo - Gorky Park - Silverado - Cocoon - F/X, effets de choc - Cocoon, le retour - Day One (téléfilm) - Le Cas Morrison (téléfilm) - Le Meurtrier de l'Illinois (téléfilm) - Droit à l'absence (téléfilm) - Le Retour de Rick Hunter (téléfilm) - Roméo + Juliette - Jack Reed (série de téléfilms) - La Trahison d'un père (téléfilm) - Voilà ! (série télévisée) - La Vie secrète d'une milliardaire (téléfilm) - Point limite (téléfilm) - Les Nuits de l'étrange (série télévisée) - Richard Leblond (*1944 - 2018) dans : - Cyclone, catégorie 6 : Le Choc des tempêtes (téléfilm) - Assaut sur le central 13 - Marco Polo (téléfilm) - Le Prix de la trahison (téléfilm) - La Loi et l'Ordre - Les Trois Prochains Jours - Rizzoli et Isles (série télévisée) - Hap and Leonard (série télévisée) | - Vincent Grass dans : - À la Maison-Blanche (série télévisée) - Les 4400 (série télévisée) - New York, unité spéciale (série télévisée) - The Good Wife (série télévisée) - Knight of Cups - Claude Brosset (*1943 - 2007) dans : - Pacte avec un tueur - F/X2, effets très spéciaux - Gladiateurs - NetForce (téléfilm) - Jacques Ferrière (*1932 - 2005) dans : - Les Fourmis (téléfilm) - Côte Ouest (série télévisée) - Deux flics à Miami (série télévisée) - Francis Lax (*1930 - 2013) dans : - À la recherche de Mister Goodbar - Drôle d'embrouille et aussi - Denis Savignat (*1937 - 1998) dans F.I.S.T. - Claude Bertrand (*1919 - 1986) dans Elle - Patrick Floersheim (*1944 - 2016) dans Comme un homme libre - Henry Djanik (*1926 - 2008) dans Dynastie (série télévisée) - Dominique Paturel (*1931 - 2022) dans Cagney et Lacey (série télévisée) - Jacques Richard (*1931 - 2002) dans L'Affaire Chelsea Deardon - François Chaumette (*1923 - 1996) dans Présumé Innocent - Mario Santini (*1945 - 2001) dans La Loi de Chicago (série télévisée) - Michel Dodane dans Ratatouille (voix) - Jacques Ciron (*1928 - 2022) dans 30 Rock (série télévisée) - Gabriel Le Doze dans Le Fils de Rambow - Achille Orsoni (*?- 2019) dans Blacklist (série télévisée, 1re voix) - Michel Papineschi dans Noël au pays des jouets (téléfilm) - Patrick Messe dans Blacklist (série télévisée, 2e voix) |